# 锡奥尼亚克
锡奥尼亚克（法語：Sioniac，法語發音：[sjɔnjak]）是法国科雷兹省的一个市镇，属于布里夫拉盖亚尔德区。

## 地理
锡奥尼亚克（44°58'28"N, 1°48'45"E）面积10.6 平方千米，位于法国新阿基坦大区科雷兹省，该省份为法国中南部省份，北起上维埃纳省和克勒兹省，西接多爾多涅省，南至洛特省，东临多姆山省和康塔爾省。
与锡奥尼亚克接壤的市镇（或旧市镇、城区）包括：阿斯塔亚克、比亚克、屈尔蒙特、利乌德尔、诺纳尔、凯萨克莱维涅、韦热讷、多尔多涅河畔博略。

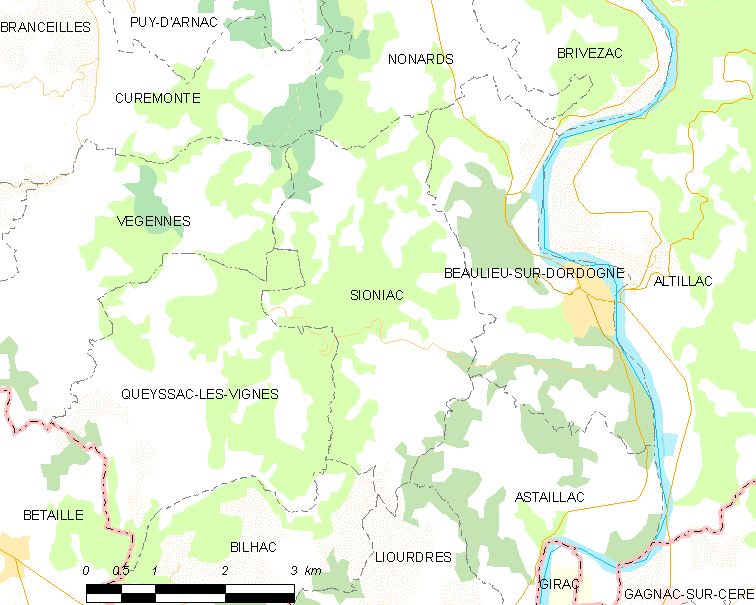
锡奥尼亚克的OSM定位图

锡奥尼亚克的时区为UTC+01:00、UTC+02:00（夏令时）。

## 行政
锡奥尼亚克的邮政编码为19120，INSEE市镇编码为19260。

## 政治
锡奥尼亚克所属的省级选区为科雷兹南部县。

## 人口

1962-2008年间锡奥尼亚克人口变化图示

锡奥尼亚克于2022年1月1日时的人口数量为237人。